# Wendy Bruce
Wendy Bruce (Plainview (Texas), Estados Unidos) es una gimnasta artística estadounidense, medallista de bronce olímpica en 1992 en el concurso por equipos.

## Carrera deportiva
En los JJ. OO. celebrados en Barcelona (España) en 1992 gana el bronce por equipos, tras el Equipo Unificado (oro) y Rumania (plata), siendo sus compañeras de equipo: Dominique Dawes, Shannon Miller, Betty Okino, Kerri Strug y Kim Zmeskal.